# (495) Eulalia
(495) Eulalia es un asteroide perteneciente al cinturón de asteroides descubierto el 25 de octubre de 1902 por Maximilian Franz Wolf desde el observatorio de Heidelberg-Königstuhl, Alemania.
Está nombrado por una de las abuelas del descubridor.